# Geneviève Bujold
Geneviève Bujold (Montreal, 1 juli 1942) is een Canadees actrice. Zij werd in 1970 genomineerd voor een Academy Award voor haar hoofdrol als Anna Boleyn in de historische dramafilm Anne of the Thousand Days. Meer dan tien acteerprijzen werden haar daadwerkelijk toegekend, waaronder een Golden Globe voor Anne of the Thousand Days en een Genie voor Murder by Decree (1979).
Bujold maakte in 1954 haar film- en acteerdebuut in Jean Renoirs French Cancan. Sindsdien speelde ze rollen in meer dan vijftig films. Daar speelt de Canadese zowel Engels- als Franstalige personages.
Bujold trouwde in 1967 met de elf jaar oudere regisseur Paul Almond, maar hun huwelijk liep zes jaar later stuk. Samen kregen ze de zoon Matt Almond, die eveneens in de filmwereld werkt, maar voornamelijk achter de schermen. Tijdens haar huwelijk werd Bujold een aantal keer geregisseerd door haar echtgenoot. Dit gebeurde in de films Isabel (1968), Act of the Heart (1970) en Journey (1972) en na de scheiding ook nog in Final Assignment (1980) en The Dance Goes On (1992).
Bujold beviel in 1980 van haar tweede zoon, die ze kreeg met haar partner Dennis Hastings.

## Filmografie
*Exclusief 5+ televisiefilms
| - Two Girls (2018) - Chorus (2015) - Northern Borders (2013) - The Legend of Sarila (2013, stem Engelstalige versie) - Still Mine (2012) - Pour l'amour de Dieu (2011) - The Trotsky (2009) - Délivrez-moi (2006) - Disappearances (2006) - Mon petit doigt m'a dit... (2005) - Downtown: A Street Tale (2004) - Finding Home (2003) - Jericho Mansions (2003) - La turbulence des fluides (2002) - Alex in Wonder (2001) - Eye of the Beholder (1999) - Last Night (1998) - You Can Thank Me Later (1998) - The House of Yes (1997) - The Adventures of Pinocchio (1996) - Dead Innocent (1996) - Mon amie Max (1994) - An Ambush of Ghosts (1993) - The Dance Goes On (1992) - Oh, What a Night (1992) - Rue du Bac (1991) - False Identity (1990) - Dead Ringers (1988) - The Moderns (1988) | - Trouble in Mind (1985) - Choose Me (1984) - Tightrope (1984) - Monsignor (1982) - Final Assignment (1980) - The Last Flight of Noah's Ark (1980) - Murder by Decree (1979) - Coma (1978) - Un autre homme, une autre chance (1977) - Alex & the Gypsy (1976) - Obsession (1976) - Swashbuckler (1976) - Earthquake (1974) - Kamouraska (1973) - Journey (1972) - The Trojan Women (1971) - Act of the Heart (1970) - Anne of the Thousand Days (1969) - Isabel (1968) - Entre la mer et l'eau douce (1967) - Le voleur (1967) - Le roi de coeur (1966) - La guerre est finie (1966) - La terre à boire (1964) - La fleur de l'âge, ou Les adolescentes (1964) - Geneviève (1964) - La fin des étés (1964) - Amanita Pestilens (1963) - French Cancan (1954) |

- Bibsys: 99014739
- Biblioteca Nacional de España: XX1150284
- Bibliothèque nationale de France: cb13930075n (data)
- Catàleg d'autoritats de noms i títols de Catalunya: 981058511468206706
- Gemeinsame Normdatei: 140765271
- International Standard Name Identifier: 0000 0001 1473 3289
- Library of Congress Control Number: n85327105
- Nationale Bibliotheek van Tsjechië: pna2008444750
- Nationale bibliotheek van Australië: 35902358
- Nationale Bibliotheek van Israël: 987007319513405171
- Nationale Bibliotheek van Polen: a0000002385804
- Nederlandse Thesaurus van Auteursnamen: 073120448
- Système universitaire de documentation: 060587628
- Virtual International Authority File: 59272313
- WorldCat: E39PBJt8kBtDjQCCqfpj83r8YP